# Vena profunda
Una vena profunda es una vena que está en lo profundo del cuerpo. Esto contrasta con las venas superficiales que están cerca de la superficie del cuerpo.
Las venas profundas están casi siempre al lado de una arteria con el mismo nombre (por ejemplo, la vena femoral está al lado de la arteria femoral). Colectivamente, llevan la gran mayoría de la sangre. La oclusión de una vena profunda puede poner en peligro la vida y la mayoría de las veces es causada por una trombosis. La oclusión de una vena profunda por trombosis se llama trombosis venosa profunda.
Debido a su ubicación en lo profundo del cuerpo, la operación de estas venas puede ser difícil. 

## Lista
- Vena yugular interna

### Miembros superiores
- Vena braquial
- Vena axilar
- Vena subclavia

### Miembros inferiores
- Vena femoral[1]
- Vena femoral profunda
- Vena poplítea
- Vena perónea
- Vena tibial anterior
- Vena tibial posterior